# Zena-Bürstenhaarmaus
Die Zena-Bürstenhaarmaus (Lophuromys zena) ist ein wenig erforschtes Nagetier aus der Gattung der Bürstenhaarmäuse (Lophuromys). Sie ist in Kenia endemisch.

## Merkmale
1905 sammelte Frau Holms Tarn elf Exemplare. Mit einer Kopf-Rumpf-Länge von 108 bis 139 mm ist die Zena-Bürstenhaarmaus größer als die Dunkle Bürstenhaarmaus (Lophuromys aquilus). Die Schwanzlänge beträgt 42 bis 88 mm, die Hinterfußlänge 19 bis 23,2 mm und die Ohrenlänge 16,3 bis 20,5 mm. Das Körpergewicht liegt im Bereich zwischen 34 und 70 g. Die Schädellänge beträgt 28,1 bis 31,1 mm. Das mittellange, dichte Fell ist durchgehend gesprenkelt und erreicht auf dem Rücken eine Länge von etwa 10 mm. Die Grundfarbe der Oberseite ist rotbraun, wobei eine dichte orangebraune Sprenkelung vorhanden ist, die sich bis zum Steiß und den hinteren Gliedmaßen erstreckt. Die Haaransätze am Rücken sind orange gefärbt, während die Färbung zur Mitte hin in bräunliche Nuancen übergeht. Der Subterminalring ist orange-gelbbraun mit dunkelbraunen Haarspitzen. Die Flanken und die Oberseite der Gliedmaßen sind ähnlich gefärbt wie der Rücken, aber nicht ganz so intensiv. Das Gesicht ist bräunlich. Die Handrücken sind bräunlich, mit einem hellen, bräunlichen Fleck auf der Innenseite. Die Zehen sind mit hellen grauweißen Haaren und mit kurzen, gräulichen Haaren bedeckt. Die Oberseite der Füße ist braun, mit einem hellen Fleck an der Außenseite der Mittelfußregion. Die Körperunterseite ist maisgelb-braun. Die Unterseite der Gliedmaßen ist eher grauer als der Bauch. Die Oberseite des Schwanzes ist dünn mit kurzen dunkelbraunen Haaren bedeckt; die Schwanzunterseite weist dichte, grau-weiße Haare auf.

## Verbreitungsgebiet und Lebensraum
Die Zena-Bürstenhaarmaus ist von der Aberdare Range und vom Mount Kenya in Kenia bekannt, wo sie Berglebensräume bewohnt.

## Lebensweise
Über die Lebensweise dieser Art ist nichts bekannt.

## Status
Die Zena-Bürstenhaarmaus wird in der IUCN Red List als Synonym der Gelbgefleckten Bürstenhaarmaus (Lophuromys flavopunctatus) klassifiziert. Nach Angaben des Handbook of the Mammals of the World sollte die Art in die Kategorie „unzureichende Datenlage“ (data deficient) eingestuft werden, da keine neueren Nachweise und Fänge im vermuteten Verbreitungsgebiet existieren.